# Zalman (naam)
Zalman (זלמן) is een Jiddisje variant van Salomo, die beide teruggaan op het Hebreeuwse שְׁלֹמֹה (sjlomo). 'Zalman' kan als voor- en achternaam voorkomen.
De naam kwam veel voor bij Joden in Oost-Europa en bleef gangbaar bij zeer orthodoxe joden. Door deze associaties is deze voornaam in Israël en bij seculiere Joden niet meer gebruikelijk.

## Personen met Zalman als voornaam
- Zalman Aran (1899-1970), Israëlisch politicus
- Shlomo Zalman Auerbach (1910-1995), Israëlisch rabbijn
- Moshe Zalman Feiglin (1962-), Israëlisch libertarisch politicus
- Zalman Nechemja Goldberg (1931-2020), Israëlisch opperrabbijn
- Zalman King (1941-2012), Amerikaans filmacteur en -regisseur
- Shneur Zalman Liadi (1745-1812), Russische chassidische rabbijn en filosoof
- Joseph Zalman Margolis (1924-2021), Amerikaanse filosoof
- Zalman Nożyk (1846-1903), Poolse koopman naar wie de Nożyksynagoge in Warschau is genoemd
- Zalman Schachter-Shalomi (1924-2014), Amerikaanse progressieve rabbijn
- Zalman Shneour (1887-1959), Hebreeuws en Jiddisj literator
- Zalman Shazar (1889-1974), literator en Israëlisch politicus
- Sjelomo Zalman Sjragai (1899-1995), burgemeester van Jeruzalem
- Zalman Leib Teitelbaum (1952-) (1952-), chassidische rabbijn in de VS
- Shon Zalman Weissman (1966-), Israëlische voetballer
- Zalman 'Zal' Yanovsky (1944–2002) Amerikaans folk- en popmuzikant

## Personen met Zalman als achternaam
- Elijah ben Solomon Zalman, bekend als HaGaon rabenoe Elijahoe of Gaon (1720-1797), Litouws rabbijn en schriftgeleerde
- František Kožík, pseudoniem Jiří Žalman (1909-1997), Tsjechische schrijver
- Zbyněk Žalman (1920-), Tsjecho-Slowaaks politicus

## Niet gerelateerd
Er is geen verband met de naam van het Koreaanse bedrijf Zalman, dat een weergave is van het Koreaans 잘만 (jalman) "veel geluk".